# Чемпионат Шотландии по волейболу среди женщин
Чемпионат Шотландии по волейболу среди женщин — ежегодное соревнование женских волейбольных команд Шотландии. Проводится в рамках Национальной волейбольной лиги с сезона 1968/69.
Соревнования проходят в двух дивизионах — Премьер-лиге и 1-й лиге. 

## Формула соревнований (Премьер-лига)
В сезоне 2024/2024 соревнования в Премьер-лиге состояли из двух этапов - предварительного и плей-офф. На предварительной стадии команды провели двухкруговой турнир. 4 лучшие вышли в плей-офф и далее по системе с выбыванием определили призёров чемпионата. Серии матчей плей-офф проводились до двух побед одного из соперников..
За победы со счётом 3:0 и 3:1 команды получали по 3 очка, 3:2 — 2, за поражения 2:3 — 1 очко, за поражения 0:3 и 1:3 очки не начислялись.
В чемпионате 2024/25 в Премьер-лиге играли 8 команд: «Сити оф Эдинбург», «Эдинбург Джетс», «Глазго Метс», «Су Рагацци» (Глазго), «Эдинбург Юнивёрсити», «Абердин», «Каледония Уэст Эршир» (Прествик/Эр), NUVOC (Эдинбург). Чемпионский титул выиграл «Сити оф Эдинбург», победивший в финальной серии «Эдинбург Джетс» 2-0 (3:0, 3:2). 3-е место занял «Глазго Метс».

## Чемпионы
| - 1969 «Мотеруэлл» - 1970 - 1971 - 1972 - 1973 «Мотеруэлл» - 1974 «Данфермлин» - 1975 «Данди» - 1976 «Эдинбург» - 1977 «Котбридж» - 1978 «Престуик» - 1979 «Доддс» Трун - 1980 «Доддс» Трун - 1981 «Телфорд» - 1982 «Телфорд» - 1983 «Телфорд» - 1984 «Телфорд» - 1985 «Тим Скоттиш Фарм» Эдинбург - 1986 «Тим Скоттиш Фарм» Эдинбург - 1987 «Провинсиал Иншурэнс» - 1988 «Кайл» Эр - 1989 «Эдскрин Кайл» Эр - 1990 «Эдскрин Кайл» Эр - 1991 «Эдскрин Кайл» Эр - 1992 «Глазго Пауэрхаус» Глазго - 1993 «Тим Компонентс Бюро» - 1994 «Пауэрхаус Кардиналс» Глазго - 1995 «Пауэрхаус Кардиналс» Глазго - 1996 «Кардиналс» Глазго - 1997 «Су Рагацци» Глазго | - 1998 «Ракэнор Джетс» Эдинбург - 1999 «Ракэнор Джетс» Эдинбург - 2000 «Трун» - 2001 «Су Рагацци» Глазго - 2002 «Трун» - 2003 «Трун» - 2004 «Трун» - 2005 «Сити оф Эдинбург» - 2006 «Сити оф Эдинбург» - 2007 «Сити оф Эдинбург» - 2008 «Су Рагацци» Глазго - 2009 «Трун Престуик энд Эр» - 2010 «Сити оф Эдинбург» - 2011 «Сити оф Эдинбург» - 2012 «Сити оф Эдинбург» - 2013 «Эдинбург Джетс» - 2014 «Сити оф Эдинбург» - 2015 «Сити оф Эдинбург» - 2016 «Су Рагацци» Глазго - 2017 «Су Рагацци» Глазго - 2018 «Су Рагацци» Глазго - 2019 «Сити оф Эдинбург» - 2020 «Су Рагацци» Глазго - 2021 Чемпионат отменён - 2022 «Сити оф Эдинбург» - 2023 «Су Рагацци» Глазго - 2024 «Су Рагацци» Глазго - 2025 «Сити оф Эдинбург» |